# Juan Montseny Carret
Juan Montseny Carret (Reus, 19 de agosto de 1864-Salon, 12 de marzo de 1942) fue un sindicalista y maestro español que practicó a lo largo de su vida el anarquismo, tanto individualista como comunista. Además de editor, fue escritor, utilizando tanto su verdadero nombre como diversos seudónimos, siendo el más conocido de ellos Federico Urales.

## Biografía
Juan Montseny Carret nació el 19 de agosto de 1864 en la localidad tarraconense de Reus. Desde muy joven se interesó por la política y el sindicalismo: ya en 1885, con diecinueve años de edad, ingresó en el Partido Socialista a la par que trabajada como tornero y tres años más tarde se le nombró secretario General de la Federación Nacional de obreros de tornos. También en su juventud se vería influenciado por los textos de la etapa revolucionaria de Francisco Pi y Margall. Colabora en la década de 1880 en el periódico El Productor.
Se casó por lo civil en 1891 con Teresa Mañé Miravet (alias Soledad Gustavo), junto a la cual fomentaron una escuela laica y se decantaron hacia posiciones e ideas anarquistas.

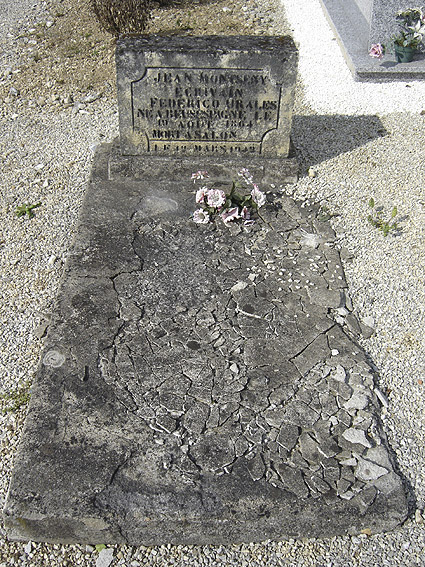
Tumba de Juan Montseny en el cementerio de Salon (Francia)

En 1896, acusado en los procesos de Montjuic, fue desterrado, desplazándose hasta Londres. Entre 1897 y 1898 regresó a Madrid y fundó la publicación La Revista Blanca, de corte anarcoindividualista, que dura hasta 1905, definiéndola su editor como "sociológica, científica y artística". 
Juan Montseny funda en 1898 también el Suplemento de la Revista Blanca, que dura hasta 1902 y que reconvertirá en la revista Tierra y Libertad a la vez que intentó reorganizar la Federación Regional Española de la AIT. 
En 1905 se establece en Barcelona, donde escribiría varias novelas  (colecciones La novela libre y La novela ideal), retomando también la publicación de La Revista Blanca, y fundando el semanario El luchador. Ese mismo año nace su única hija, Federica Montseny. Participará en la Semana Trágica de Barcelona, a partir de la cual el Estado acabará en 1909 con la vida de Francisco Ferrer Guardia, amigo de la pareja Montseny-Mañé que colabora económicamente en las publicaciones de Urales. 
Durante la Primera Guerra Mundial fue proclive al activismo aliadófilo.
Participante en 1910 en la fundación de la CNT y en 1927 en la de la FAI, entre 1923 y 1936 vuelve a editar nuevamente La Revista Blanca, colaborando en sus páginas autores prestigiosos del anarquismo internacional, como Max Nettlau o Henri Zisly, junto a Soledad Gustavo y Federica Montseny.
En 1933 publicó "La barbarie gubernamental", una gran colección de testimonios de militantes cenetistas andaluces en torno a los sucesos de Casas Viejas. Permaneció junto a su hija durante la Guerra civil española; en 1939 tuvo que huir a Francia, estableciéndose la familia en París hasta la toma de la ciudad por las tropas alemanas durante la Segunda Guerra Mundial. El gobierno de Vichy lo obligó a instalarse en el pueblo francés de Salon en la Dordoña donde falleció.

## Obras
- Nicolás Estévanez, prólogo en "Pensamientos Revolucionarios de Nicolás Estévanez", ensayo de Mateo Morral (1880-1906), sin datar.
- El hombre y la locura humana, Buenos Aires: Carlos y Alejandro Maucci, 1925.
- Sembrando flores, Barcelona: Publicaciones de la Escuela Moderna, 1906.
- La barbarie gubernamental en Barcelona, Tarrasa, Sardañola, etc., Barcelona: El Luchador,1933.
- La evolución de la Filosofía en España, Tomo I, 1934.
- La evolución de la Filosofía en España, Tomo II, 1934.